# La Selva Beach
La Selva Beach is een plaats (census-designated place) aan de Baai van Monterey in Santa Cruz County in de Amerikaanse staat Californië. La Selva Beach is een van de kleine gemeenschappen rond het stadje Aptos. In het noorden grenst het aan Seascape, in het oosten aan Corralitos en in het zuiden aan Watsonville. Volgens de volkstelling van 2010 wonen er 2843 mensen.
De naam La Selva betekent in het Spaans 'het bos' of 'de jungle'. Ten tijde van de oprichting van La Selva Beach lag de gemeenschap in een dicht naaldbos.